# Ягуар (танк)
Ягуар — основной боевой танк, созданный Китайской национальной корпорацией по импорту и экспорту машин (СМЕС) совместно с американской компанией "Textron Marine & Land Systems" в 1989 году на базе танков Т-54/55 и «Type 59» для экспорта в страны третьего мира.

## История создания и производства
В начале 1989 года производители официально объявили о завершении совместной разработки нового танка для поставки на экспорт.
Было изготовлено две машины, но дальнейшие совместные работы были свернуты из-за запрета на военное сотрудничество с Китаем, установленного правительством США после разгона демонстрации на площади Тяньанмэнь в Пекине.
В 1990 году испытания танка были завершены.

## Тактико-технические характеристики
Наведение пушки осуществлялось при помощи электрогидравлической системы с двухплоскостной стабилизацией. Система управления оружием DFCS почти без изменений была заимствована с легкого танка Stingray. Командир и наводчик располагали несколькими прицелами, в том числе и ночными, лазерным дальномером и баллистическим вычислителем. Широкое использование в «Ягуаре» агрегатов и аппаратуры «Стингрея» было обусловлено тем фактом, что оба этих танка изначально делались для продажи третьим странам.

## Конструкция

### Броневой корпус и башня
Компоновка с задним расположением моторно-трансмиссионного отделения. Корпус и башня сварные. В конструкции танка использовано комбинированное бронирование.
Разработку и монтаж верхней части корпуса, башни и двигателя осуществила американская компания «Кадиллак Гейдж Текстрон» (Cadillac Gage Textron).
Отличительной особенностью является характерное для танков НАТО расположение экипажа, при котором командир и наводчик размещаются в башне справа. Приводы наведения пушки электрогидравлические, в случае выхода их из строя управление осуществляется вручную.

### Вооружение
Основным вооружением танка является 105-мм нарезное орудие L7. Орудие стабилизировано в двух плоскостях. В качестве вспомогательного вооружения на танке установлены спаренный с пушкой 7,62-мм пулемёт, а также крупнокалиберный 12,7-мм зенитный пулемёт M2HB.
Танк оснащён системой управления огнём, которая аналогична установленной на американском танке «Стингрей» с лазерным дальномером, тепловизионными приборами.

### Ходовая часть
Шасси танка изготавливались в Китае. Подвеска индивидуальная торсионная. АКПП XTG-411 производства Allison Transmission (корпорация General Motors)
Имеются радиостанция, ТПУ и автоматическая система ППО.